# Teutates
Teutates, Toutatis ou Tutatis foi um deus celta cultuado na Gália antiga e na Britânia. Com base na etimologia de seu nome, tem sido amplamente interpretado ser um protetor tribal. Hoje, é melhor conhecido sob o nome de Toutatis (pronunciado AFI: [towˈtaːtis] em gaulês) através do slogan gaulês "Por Toutatis!", inventada pela história em quadrinhos Asterix de Goscinny e Uderzo. A ortografia Toutatis, entretanto, é autêntica e atestada por cerca de dez inscrições antigas. Sob a ortografia Teutates, o deus também é conhecido de uma passagem em Lucano.[carece de fontes?]

## Evidência epigráfica
Teutates foi cultuado especialmente na Gália e na Britânia Romana. Inscrições dedicadas a ele tem sido recuperadas no Reino Unido, por exemplo essa em Cumberland Quarries (RIB 1017), dedicada a Júpiter Optimus Maximus e Marte Toutatis. Duas dedicatórias foram encontradas em Nórica e Roma. Uma outra inscrição encontrada na Galiza, provavelmente também contém uma dedicatória a Teutatis.[carece de fontes?]

## Evidência naFarsália

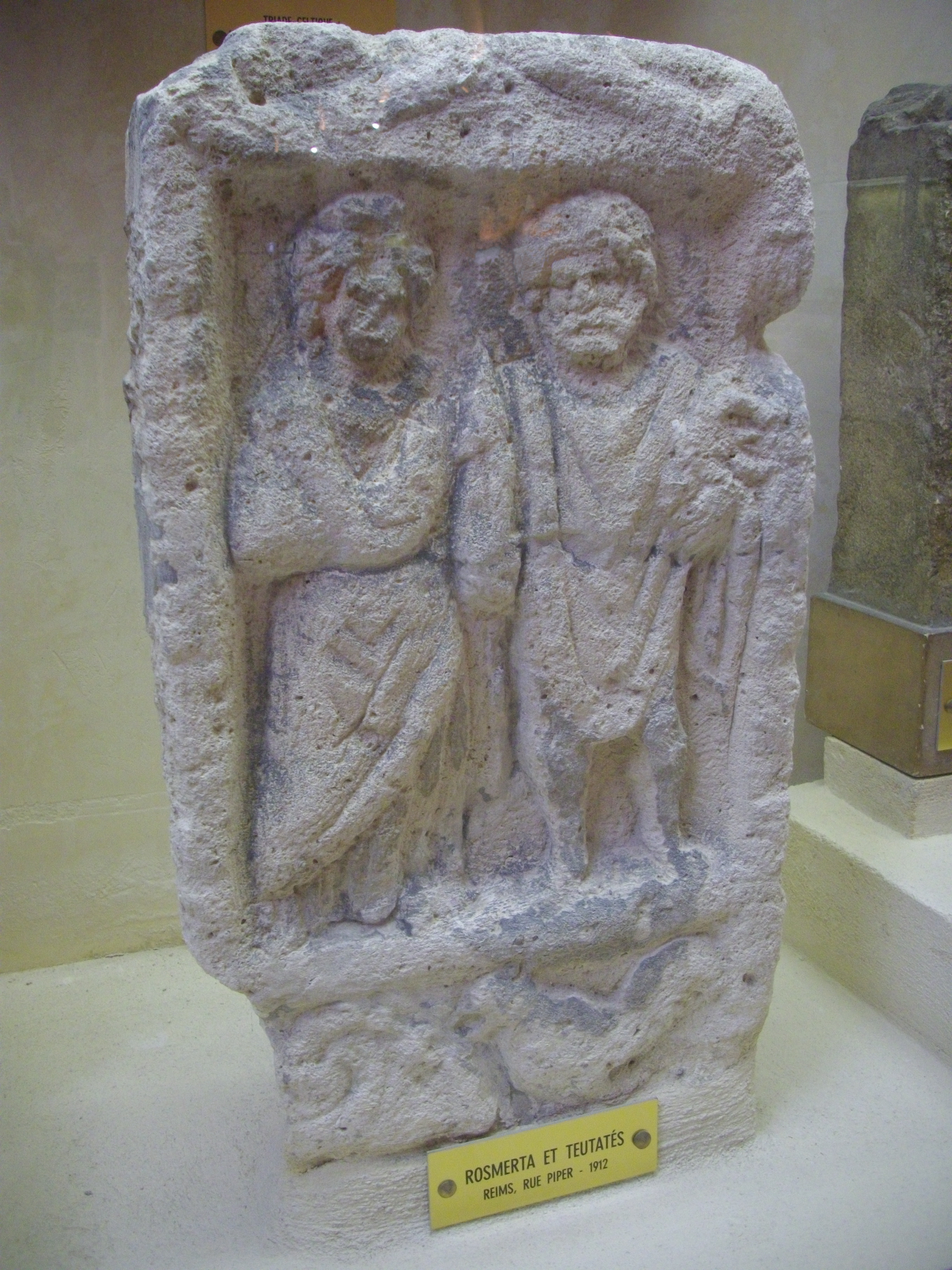
Rosmerta e Toutatis.

Teutates foi um dos deuses celtas mencionados pelo poeta romano Lucano no 1o. século D.C., os outros dois sendo Esus ("senhor") e Taranis ("trovejador"). Acadêmicos dos dias atuais frequentemente falam de‘os toutates’ como plural, referindo-se respectivamente aos patronos de várias tribos.
De dois recentes comentaristas sobre o texto de Lucano, um identifica Teutates com Mercúrio, o outro com Marte (mitologia).

## Etimologia
‘Teutates’ é amplamente pensado ser derivado do proto-céltico *teutā- significando ‘povo’ ou ‘tribo’. O proto-céltico eu geralmente deslocado para ou antes do segundo século A.C.. Tem sido sugerido que o nome significa ‘pai da tribo’.

## Sincretismo
Como notado acima, entre uma dupla de revisores recentes do trabalho de Lucano, um identifica Teutates com Mercúrio e Esus com Marte (mitologia).  Nos tempos o gaulês “Mercúrio” pode ter a característica de um guerreiro, enquanto o “Marte (mitologia)” gaulês podem agir como um deus de proteção ou cura.[carece de fontes?]
Paul-Marie Duval argumenta que cada tribo teve seu próprio toutatis; ele considera, mais profundamente, o Marte gaulês como o produto de sincretismo com o toutates celta, notando o grande número de epítetos nativos sob os quais Marte foi cultuado.